# توکایدو شینکانسن
توکایدو شینکانسن (به ژاپنی: 東海道新幹線 Tōkaidō Shinkansen) یک خط‌آهن قطار تندرو یا شینکانسن که در سال ۱۹۶۴ افتتاح شد و بین ایستگاه توکیو و ایستگاه شین-اوساکا در حرکت است. این خط از سال ۱۹۸۷ توسط شرکت راه‌آهن مرکزی ژاپن اداره می‌شود.